# Nikolija
Nikolija Jovanović, nota semplicemente come Nikolija (in serbo Николија Јовановић?; Zagabria, 19 ottobre 1989), è una cantante e rapper serba.

## Biografia
Nikolija è nata a Zagabria (SFR Jugoslavia) e ha trascorso la sua infanzia a Belgrado. I suoi genitori sono la nota cantante folk Vesna Zmijanac e l'economista ed ex direttore marketing di PGP RTS Vlada Jovanović, i quali hanno divorziato poco dopo la sua nascita. La sua prima apparizione pubblica risale al 2010, quando ha partecipato, insieme alla madre, al reality Survivor Serbia VIP: Filippine.
Nikolija si è trasferita ad Atene dove ha proseguito la sua formazione all'American College of Greece, completando nel 2013 gli studi universitari e ottenendo una laurea in economia e finanza. Nello stesso anno ha iniziato a dedicarsi alla musica professionalmente, pubblicando il suo primo singolo ufficiale. Ad oggi ha presentato al pubblico tre album in studio, oltre che numerosi singoli indipendenti. 
Nikolija ha iniziato una relazione con il rapper e attore Relja Popović nel 2014, dopo averi collaborato con l'ex duo Elitni Odredi, del quale lui era membro. I due musicisti sono diventati genitori di due figlie.

## Carriera
La sua carriera musicale è iniziata durante gli studi in Grecia, dove ha iniziato a esibirsi nei locali notturni come ballerina e MC. Nikolija ha affermato di aver lavorato accanto ad artisti quali Tiësto, Armin van Buuren, Paul van Dyk e Swedish House Mafia. Nel 2011 ha pubblicato la sua prima canzone Crazy 2 Night con DJ Kas, non riscuotendo però particolare successo.
Nel 2013, dopo aver fatto ritorno in Serbia, si è presentata sulla scena musicale serba con il suo primo singolo ufficiale Ćao zdravo, collaborazione col rapper Teča. La sua partecipazione alla canzone Milion dolara di Ana Nikolić, le ha permesso di acquisire ulteriore popolarità. Il video musicale del duetto ha più di 32 milioni di visualizzazioni su YouTube.
Nikolija ha preso parte, in quanto concorrente, dello spin-off serbo di Ballando con le stelle nel 2014, classificandosi all'ottavo posto dopo sei settimane di gara. Successivamente, ha collaborato con il duo pop-rap serbo Elitni Odredi per la canzone Alkohola litar e ha presentato il brano da solista intitolato Kako posle mene. Con questi due singoli ha ottenuto una maggiore notorietà, passando da quello che era semplice rap a un suono pop-folk più commerciale che ha combinato con influenze di musica urbana, creando uno stile musicale che è diventato la sua firma. Nikolija è anche stata ingaggiata come modella, ha infatti debuttato in passerella alla settimana della moda di Belgrado per il designer serbo-americano George Styler.
L'anno successivo ha pubblicato il brano Opasna igra, il cui video musicale, con ben oltre 49 milioni di visualizzazioni, è stato dichiarato il video serbo più visto su YouTube nel 2015. In seguito, oltre al presentare la collezione di moda Balmain x H&M insieme ad altre celebrità, ha lanciato il pezzo Ljubavni maneken.
Ha pubblicato il suo primo album in studio N°1 sotto City Records nel 2016 e la canzone Loš momak composto e coprodotto da Coby nel 2017, il video di quest'ultima ha più di 47 milioni di visualizzazioni su YouTube. Nel 2017, Nikolija ha anche interpretato un ruolo secondario in un film ispirato a Mad Max, intitolato Volja sinovljeva e diretto da Nemanja Ćeranić. Il suo secondo album in studio Yin & Yang, reso pubblico nel 2019, è stato seguito da Meduza, duetto col marito Relja Popović. Nel mese di luglio dello stesso anno, ha promosso il suo album al festival musicale Ulaz di Belgrado.
Nel 2020, Nikolija si è trasferita nella nuova casa editrice Made In BLKN, fondata da Relja Popović, sotto la quale ha pubblicato una serie di brani, quali: Nakit, No Plaky, O bivšima e High Life. In seguito, insieme alla sorellastra Teodora Jovanović, ha lanciato un marchio di moda di capi di abbigliamento streetwear disegnati da lei stessa, chiamato About Me.
All'inizio dell'ottobre 2021, ha collaborato con Teja Dora al singolo Ulice per la colonna sonora di Južni Vetar 2: Ubrzanje. Alla fine dell'anno, IDJ TV ha inserito Nikolija tra gli artisti serbi più ascoltati su Spotify del 2021.
Nel 2022 ha collaborato al singolo Ljubav con Devito, qualche tempo dopo, durante il mese di agosto, ha tenuto un concerto al festival Belgrade Music Week. Successivamente, ha pubblicato il suo terzo album in studio, Aurora. Ha registrato la title track dell'album duettando con la vincitrice della prima stagione del concorso musicale IDJ Show, Amna Alajbegović. Il singolo Aurora ha esordito al 24º posto nella Croatia Songs di Billboard.
Nel 2023 ha partecipato al primo album in studio del collega Devito, presentando il brano Ama lome me. Il 15 marzo 2024 ha pubblicato Lavina, il suo quarto album composto da 11 canzoni. Delle precitate, 5 sono state realizzate in collaborazione con noti artisti della penisola balcanica, quali: Amna, Inas, THCF, Devito e 8nula8 & Eevke. Nei primi mesi del 2025 ha stupito i suoi seguaci con Sila, il suo quinto album in studio, che ha descritto come molto personale e ricco delle sue esperienze ed emozioni.

## Discografia

### Album in studio
- 2016 – N°1
- 2019 – Yin e Yang
- 2020 – Aurora
- 2024 – Lavina
- 2025 – Sila

### Album dal vivo
- 2022 – Nikolija: Music Week

### Singoli

#### Come artista principale
- 2011 – Crazy 2 Night (con DJ Kas)
- 2013 – Ćao, zdravo (con Teča)
- 2014 – Premija (con Dado Polumenta)
- 2014 – Alkohola litar (con Elitni Odredi e DJ Mladja)
- 2015 – Ljubavni maneken
- 2017 – Moj tempo
- 2017 – Loš momak
- 2017 – Promeni mi planove
- 2018 – Malo
- 2018 – Slazem
- 2019 – Sija grad
- 2020 – High Life
- 2020 – O bivšima
- 2020 – No plaky
- 2020 – Nakit
- 2020 – Stav milionera
- 2021 – Sve bih
- 2021 – Divlja orhideja
- 2021 – Ulice (con Teya Dora)
- 2022 – Ljubav (con Devito)
- 2023 – Prezime
- 2023 – Nicky
- 2023 – Avlije avlije
- 2023 – Ljubi jako

#### Come artista ospite
- 2013 – Milion dolara (Ana Nikolić feat. Nikolija)
- 2019 – Meduza (Relja feat. Nikolija)
- 2023 – Ama lome me (Devito feat. Nikolija)
- 2024 – 3 po 3 (Biba feat. Nikolija)
- 2025 – Baš ti se sviđa (Relja feat. Nikolija)

## Riconoscimenti
- OGAE Video Contest
  - 2013 – Candidatura al video musicale dell'anno per Milion dolara (con Ana Nikolić)

- Music Awards Ceremony
  - 2019 – Candidatura alla canzone modern dance dell'anno per Nema limita
  - 2020 – Candidatura alla collaborazione trap dell'anno per Meduza (con Relja)
  - 2023 – Canzone trap femminile dell'anno per Pilot[43]
  - 2023 – Candidatura alla canzone trap dell'anno per Dodole